# Curtiss XP-18
Los Curtiss XP-18 y XP-19 fueron dos diseños de la compañía estadounidense Curtiss de los años 30 del siglo XX, que no pasaron de la idea preliminar.

## Diseño
El Curtiss XP-18 fue ordenado en 1930 y tenía que haber sido un biplano monoplaza propulsado por un motor de doce cilindros y refrigerado por aire Wright V-1560-1 de 600 hp. El diseño iba a ser un avión enteramente nuevo, sin relación con la anterior familia del Curtiss P-1 Hawk. El motor nunca llegó, por lo que el diseño fue cancelado antes de que Curtiss construyera ningún aparato.
El Curtiss XP-19, ordenado al mismo tiempo que el XP-18, iba a compartir con él la planta motriz, pero su diseño era el de un monoplano de ala baja. Por la misma razón, la falta del motor, el proyecto fue cancelado.

## Aeronaves relacionadas

### Secuencias de designación
- Secuencia P-_ (Cazas (Pursuit) del USAAC/USAAF/USAF, 1924-1962): ← XP-15 - P-16 - P-17 - XP-18 - XP-19 - YP-20 - P-21 - XP-22 →